# Arawa

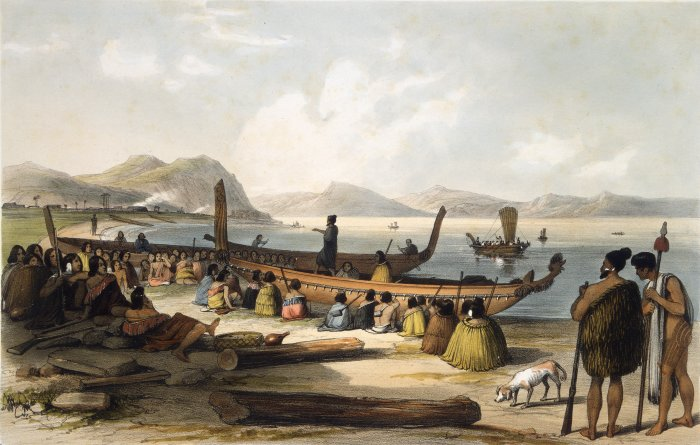
"Discurso de guerra", de Augustus Earle, que representa un acontecimiento de 1827-1828. Un jefe maorí, de pie en una canoa varada, se dirige a una multitud de guerreros, la mayoría sentados y algunos de pie.

En la mitología maorí, Arawa fue una de las grandes canoas (las «wakas» polinésicas) de navegación oceánica que se utilizó en las migraciones polinésicas que se establecieron en Aotearoa. La importancia de la waka recae no sólo en que fue el medio de transporte esencial para la colonización maorí de la antigua Nueva Zelanda, sino que además la waka representaba al clan. Cada clan tenía una y tomaban el nombre de su canoa. Según la leyenda maorí, el clan que vino en la waka Arawa se asentó en la Bahía de Plenty, concretamente en Maketū, al norte de la Isla Norte (aproximadamente en el 1350). Los descendientes de esa canoa, agrupados en la confederación de iwis maorí Te Arawa, con sede en las áreas de Nueva Zelanda de Rotorua y Bay of Plenty.
El comandante de la canoa fue el gran Tama-te-kapua y su chamán (sacerdote) Ngātoro-i-rangi.

## Lectura complementaria
- Más, E.  (1982).  Maori Religión y Parte de Mitología 2.  Museo de Australia Te Papa Tongarewa.
- Craig, R.D. Diccionario de Polynesian Mitología (Greenwood Prensa: Nueva York, 1989), 24.
- Grey, G. Polynesian Mitología, edición Ilustrada, reprinted 1976. (Whitcombe Y Tumbas: Christchurch), 1956.
- Jones, P.T.H. (1995).  Nga Iwi o Tainui.  Auckland Prensa universitaria.  Auckland.
- Stafford, D.M. (1967).  Te Arawa: Una Historia del Arawa Personas.  Un.H. & Un.W. Reed.  Rotorua, Nueva Zelanda.
- Steedman, J.Un.W.  Él Toto: Te Ahu Matua un Nga Tupuna.  (Fecha de la publicación y el editor desconocidos)
- Taiapa, J. (2002).  150.114 Él Tirohanga o Mua:  Maori Cultura - Guía de Estudio.  Escuela de Maori Estudios, Massey Universidad, Albany.
- Wilson, J.  (Ed).  (1990).  Él Korero Purakau mo Nga Taunahanahatanga un Nga Tupuna: Nombres de Sitio de los Antepasados: Un Maori Atlas de Historia Oral.  N.Z. Tablero geográfico, Wellington.

- Datos: Q4784523